# Il capitano di Singapore
Il capitano di Singapore (The Road to Mandalay) è un film drammatico del 1926 diretto da Tod Browning.

## Trama
Joe, ex capitano di marina, dopo la morte della moglie si è lasciato andare, diventando una sorta di rottame umano. A Singapore, si è messo in società con Herrick, soprannominato l'Ammiraglio. I due fanno rotta per Mandalay, dove, accudita da padre James, vive la figlia di Joe. La ragazza, che ha un negozio di curiosità, ignora che Joe manda mensilmente per il suo sostentamento del denaro a padre James. Pur rendendosi conto che la figlia lo considera una specie di mostro, l'ex capitano decide di portarla via quando si accorge che l'Ammiraglio si è innamorato di lei e vuole sposarla. Persuade padre James (che è suo fratello) a non celebrare il matrimonio e ordina ai suoi uomini di prendere l'Ammiraglio, che viene portato a forza sulla nave. La ragazza, sospettando Joe del rapimento, si reca nel suo bordello di Singapore. Ma lì viene aggredita da un cinese; Joe interviene, ma viene pugnalato e muore. L'Ammiraglio, accorso in aiuto, salva l'innamorata, fuggendo con lei.

## Produzione
Il film fu prodotto dalla Metro-Goldwyn-Mayer (MGM)

## Distribuzione

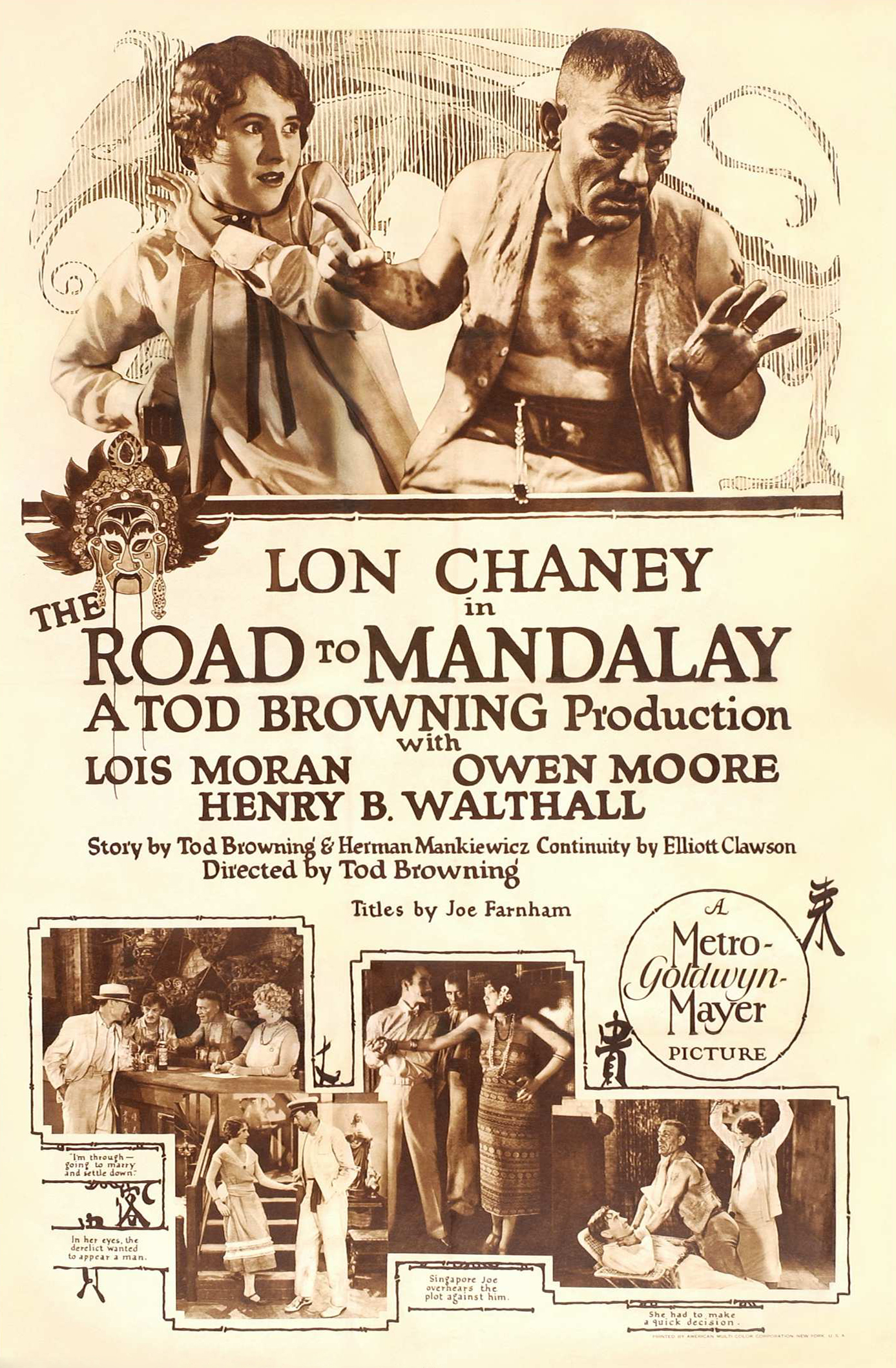
Locandina

Il copyright del film, richiesto dalla Metro-Goldwyn-Mayer Corp., fu registrato il 12 luglio 1926 con il numero LP22907.
Distribuito dalla Metro-Goldwyn-Mayer (MGM), il film fu proiettato in prima il 26 giugno 1926, uscendo nelle sale USA due giorni più tardi, il 28 giugno. La Jury Metro-Goldwyn lo distribuì nel Regno Unito il 31 gennaio 1927. Il 24 ottobre dello stesso anno, uscì anche in Finlandia. Il 16 dicembre 1928, uscì in Francia (come La Route de Mandalay) e il 10 aprile 1929, in Portogallo, come O Homem de Singapura. In Italia, il film ottenne nel 1927 il visto di censura numero 23630, vietato ai minori di 16 anni.